# Consell Representatiu de les Institucions Jueves de França
El Consell Representatiu de les Institucions Jueves de França (en francès: Conseil Représentatif des Institutions Juives de France) (CRIF) és una organització francesa que va ser fundada en 1944.
El CRIF aplega a les diferents comunitats jueves de França. El CRIF està estructurat i organitzat, per representar a la comunitat jueva davant dels poders públics, per aquest motiu, ha estat de vegades qualificat com un lobby.
El sopar del CRIF, és un sopar anual organitzat pel Consell Representatiu de les Institucions Jueves de França, en aquest sopar es convida a molts polítics francesos, i diverses personalitats del món dels mitjans de comunicació i l'entreteniment.
El CRIF aplega en una sola organització, i representa, a les diferents tendències polítiques, socials, i religioses, presents en la comunitat jueva francesa. Després de la Segona Guerra Mundial, el CRIF va establir relacions amb altres organitzacions com el Congrés Mundial Jueu, o el Comitè Jueu Americà.
El 20 de novembre de 2004, el CRIF va demanar al govern francès que aturés les emissions d'Al Manar TV, un canal libanès que mostrava pel·lícules antisemites, poc després el govern francès va treure la llicència al canal Al-Manar TV per emetre a França.
Actualment, hi ha més de seixanta associacions federades en el consell. El CRIF gaudeix de bones relacions amb la Conferència Episcopal francesa, la (Conférence des Evêques de France).